# Sierra de la Paramera
Sierra de la Paramera är en bergskedja i Spanien.   Den ligger i provinsen Provincia de Ávila och regionen Kastilien och Leon, i den centrala delen av landet, 90 km väster om huvudstaden Madrid.
Sierra de la Paramera sträcker sig 21,7 km i öst-västlig riktning. Den högsta toppen är Risco del Sol, 2 088 meter över havet.
Topografiskt ingår följande toppar i Sierra de la Paramera:
- Cabeza Redonda
- Peña Negrilla
- Risco del Sol